# Friedrich Müller der Ältere

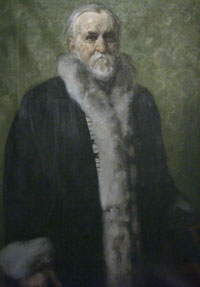
Friedrich Müller der Ältere
(Gemälde von Carl Dörschlag)

Friedrich Müller der Ältere (* 15. Mai 1828 in Schäßburg; † 25. April 1915 in Hermannstadt) war ein siebenbürgischer evangelischer Bischof und Historiker.

## Leben und Wirken
Müller begann 1845 als Hauslehrer in Klausenburg und studierte 1846–1848 Theologie, Geschichte und Philologie in Leipzig und Berlin.
An der Ungarischen Revolution 1848/49 nahm er auf Seiten der Habsburger als Leutnant der Schäßburger Bürgerwehr teil. 1848–1863 war er Lehrer und 1863–1869 Rektor der Bergschule Schäßburg, für die er eine neue Lehrverfassung ausarbeitete.
1869–1874 wirkte Müller als Pfarrer in Leschkirch. 1870 wurde er Mitglied des Landeskonsistoriums der evangelischen Kirche, und 1874–1893 amtete er als Stadtpfarrer von Hermannstadt. Hier war er im sozial-diakonischen Bereich aktiv, erstellte 1870 eine Volksschulordnung, erneuerte 1883 das Waisenhaus und baute 1888 eine evangelische Krankenpflegeanstalt. In dieser Zeit setzte er sich auch erfolgreich dafür ein, dass das Vermögen der Brukenthalschen Fideikommiss-Stiftung dem Willen des Stifters gemäß nach dem Aussterben von deren evangelischer Linie an die Landeskirche fiel; ein katholischer Erbe hatte in dieser Sache einen elf Jahre dauernden Prozess angestrengt.
1883 wurde Müller zum Bischofsvikar ernannt, und 1893–1906 war er Bischof der Evangelischen Kirche A. B. in Siebenbürgen. Angesichts der seit dem Österreichisch-Ungarischen Ausgleich von 1867 herrschenden Magyarisierung, trat Müller für eine österreichische Gesamtmonarchie und für den deutschen Nationalstaat und gegen den magyarischen Nationalismus ein. Er bemühte sich, die innere Struktur der Kirche zu verbessern. Den Gesetzen der ungarischen Regierung von 1894/95 über Eherecht, staatliche Matrikelführung und den Gebrauch ungarischer statt deutscher Ortsnamen leistete er Widerstand.
Müller beschäftigte sich daneben mit Archäologie und Epigraphik, Bau- und Kunstgeschichte zum siebenbürgischen Kirchenbau, Glockenkunde und Goldschmiedekunst. Er fertigte eine Sammlung siebenbürgischer Sagen an und betrieb Forschungen zur siebenbürgisch-deutschen Schriftsprache. Müller war Mitglied im Coetus Clamidatorum Schäßburgensis. Er war ab 1852 mit Henriette Melas (1831–1918) verheiratet, mit der er neun Kinder hatte.

## Veröffentlichungen (Auswahl)
- Beiträge zur Geschichte des Hexenglaubens und des Hexenprozesses in Siebenbürge, 1854
- Geschichte der Siebenbürger Hospitäler bis zum Jahre 1625, 1856
- Siebenbürger Sagen. 1857, 2. Auflage 1883
- Die kirchliche Baukunst des romanischen Styles in Siebenbürgen. Mit 3 lithographischen Tafeln, 23 Holzschnitten und 2 Facsimiles. In: Jahrbücher der k. k. Central Commission zur Erforschung und Erhaltung der Baudenkmale. Wien 1858.
- Unsere Pfarrerswahl und der Entwurf des evang. Landeskonsistoriums A. B. vom 6. März 1862.
- Dass unseren Schulen im Turnen ein längst vermisstes Mittel der Jugendbildung geboten sei. Hermannstadt 1863.
- Dass in dem Turnen auch unserm Volke eine kräftige zeitgemässe Erziehung geboten sei. Rede bei der Einweihung, der Schässburger Turnhalle am 14. Nov. 1863. Hermannstadt 1863.
- Deutsche Sprachdenkmäler aus Siebenbürgen. Aus schriftlichen Quellen des XII. bis XVI. Jahrhunderts. Hermannstadt 1864.
  - Deutsche Sprachdenkmäler aus Siebenbürgen (Monumente lingvistice germane din Transilvania), Editura Kriterion, Bucrești 1986.
- Die römischen Inschriften in Dacien. Gesammelt und bearbeitet von M. J. Ackner und Friedr. Müller. Wien 1865. (Österr. Wochenschrift).
- Referat bezüglich des Lehrplans für die Seminarien, 1871
- Geprüft und bestanden, Novelle, 1892
- Erlöst, 1894
- Aus der Spätsommerfrische, 1894
- Zur Schässburger Frauenfrage, 1895
- Licht und Schatten, 1897
- Der „Siebenbürger Bischof“, 1897
- Fraterna caritas, 1900